# Italispidea uruhuasi
Italispidea uruhuasi är en tvåvingeart som först beskrevs av Townsend 1927.  Italispidea uruhuasi ingår i släktet Italispidea och familjen parasitflugor.
Artens utbredningsområde är Peru. Inga underarter finns listade i Catalogue of Life.